# František Stibitz
František Stibitz (15. dubna 1917 – 3. března 2008) byl československý hráč, trenér, rozhodčí, pedagog a sportovní funkcionář basketbalu  a volejbalu.
Byl všestranný sportovec, hrál basketbal, volejbal, byl mistrem republiky v judu těžké váhy. V roce 1946 byl hráčem basketbalového týmu Československa, který získal v Ženevě titul mistra Evropy, a vyhrál také světovou univerziádu 1947 v Paříži.
Od roku 1947 působil jako vysokoškolský pedagog Univerzity Karlovy v Praze, byl vedoucí katedry tělesné výchovy Pedagogické fakulty a od roku 1959 působil na katedře sportovních her ITVS (FTVS UK). V roce 1961 úspěšně habilitoval na docenta.
Je autorem více než 30 vysokoškolských skript a odborných publikací z oblasti pravidel a metodiky sportovních her, z nich nejznámější „Odbíjená“ (1958, reedice 1968) se stala uznávanou metodickou příručkou a byla přeložena do několika světových jazyků. Zároveň vymyslel a jako první popsal a publikoval "odbití míče souruč spodem" čili tzv. bagr - prvek, bez kterého je od 60. let 20. stol. již odbíjená zcela nemyslitelná.
Je Čestný člen ČVS, osobnost Galerie funkcionářů Síně slávy českého volejbalu, držitel Zlaté medaile FIVB (2007). V roce 2011 byl uveden in memoriam do Světové volejbalové síně slávy (Volleyball Hall of Fame, Holyoke, USA).

## Sportovní kariéra

### Hráč
- basketbal: 1937-1939 YMCA Praha, 1940-1946 AFK Kolín (hrající trenér, v sezóně 1943/44 3. nejlepší střelec ligy s 247 body, 1945/46 7. místo v lize), 1948-1949 Sokol Pražský, Slavia Praha
- volejbal: 1937-1938 YMCA Praha, 1938-1939 Masarykovy studentské kolej koleje, 1940 Slavia Praha, 1940-1946 Sokol Kolín (AFK Kolín), 1946-1949 Sokol Vysočany (přeborník ČOS 1947)

### Trenér a pedagog
- 1959 volejbal, Slavoj Praha (ženy)
- 1964-1965 Egypt (reprezentace muži),

### Sportovní funkcionář
volejbal
- Sekce odbíjené/Volejbalový svaz ÚV ČSTV: 1961-1971 předseda Ústřední metodické komise, a člen Ústřední trenérské rady, člen předsednictva výboru svazu
- 1964-1982 postupně člen, sekretář, 1970 viceprezident a 1978-1982 prezident Komise pravidel FIVB, člen její Správní rady FIVB a dozorčích jury při MS a OH
- Lektor a zkušební komisař mezinárodních školení rozhodčích a trenérů FIVB

### Úspěchy
úspěchy
- basketbal: mistr Evropy 1946 (Ženeva), vítěz světové univerziády 1947 (Paříž)
- judo: mistr Československa 1947 v těžké váze
- volejbal: Čestný člen ČVS, člen Síně slávy českého volejbalu, v roce 2011 uveden do Světové volejbalové síně slávy (Holyoke, USA) za přínos k rozvoji světového volejbalu.
- držitel Veřejného uznání I. stupně za rozvoj tělovýchovy (ČSTV, 1977), sokolské Tyršovy medaile (ČOS, 1978)

### Knihy a publikace
- 1958 – nejznámější publikace „Odbíjená“ (kromě češtiny vyšla celá nebo její některé části v řadě jazyků, včetně ruštiny a rumunštiny) v r. 1968 česká reedice
- 1977 zkompletoval francouzskou verzi přeformulace volejbalových pravidel